# Jeremy Guscott
Jeremy Clayton Guscott (Bath, 7 de julio de 1965) es un comentarista deportivo y exjugador británico de rugby que se desempeñaba como centro.

## Biografía
Nació en una familia humilde siendo hijo de un portero de escuela. En su edad adulta Guscott fue albañil y luego conductor de autobuses hasta la llegada del profesionalismo al rugby en 1995.

## Carrera
Debutó en la primera del Bath Rugby con 19 años en 1984 y jugó con ellos hasta su retiro en 2000. Coincidió con uno de los mejores momentos del club, que dominó todas las competencias hasta la llegada del profesionalismo, cuando otros equipos de mayor poder adquisitivo emergieron. Sin embargo, Guscott pudo ayudar a ganar la única Copa de Campeones Europea del club en 1998.

## Selección nacional
Fue convocado al XV de la Rosa por primera vez en mayo de 1989 para enfrentar a Rumania y jugó con ellos hasta su último partido en octubre de 1999 ante Tonga. En total disputó 65 partidos y marcó 30 tries.

### Participaciones en Copas del Mundo
| Mundial                       | Sede       | Resultado        | PJ | Tries |
| ----------------------------- | ---------- | ---------------- | -- | ----- |
| Copa Mundial de Rugby de 1991 | Inglaterra | Subcampeón       | 5  | 2     |
| Copa Mundial de Rugby de 1995 | Sudáfrica  | Cuarto puesto    | 5  | 0     |
| Copa Mundial de Rugby de 1999 | Gales      | Cuartos de final | 3  | 2     |

## British and Irish Lions
Fue convocado a los British and Irish Lions para el enfrentamiento contra Francia en 1989 y luego a las giras de Australia 1989 donde jugó dos partidos, Nueva Zelanda 1993 jugó los tres partidos y Sudáfrica 1997 jugó los tres partidos. También participó del partido benéfico; The Skilball Trophy.

## Palmarés
- Campeón del Torneo de las Seis Naciones de 1991, 1992, 1995 y 1996, los tres primeros con Grand Slam.
- Campeón de la Copa de Campeones Europea de 1997–98.
- Campeón de la Premiership Rugby de 1989, 1991, 1992, 1993, 1994 y 1996.
- Campeón de la Anglo-Welsh Cup de 1985, 1986, 1987, 1989, 1990, 1992, 1994, 1995 y 1996.